# 孫尹婷
孫尹婷（Teresa Suen-Campbell，1980年—），香港女子豎琴演奏家。她在近年移居加拿大多倫多，現為加拿大卡爾頓大學豎琴教授。

## 簡歷
孫尹婷中學時期就讀於嘉諾撒聖瑪利書院，她在中三時考完八級鋼琴後想學習另一種樂器，正值當時香港演藝學院舉辦豎琴樂器課程，由Michelle Abbott教授，她便報名面試。當時，豎琴在香港仍是很冷門的樂器，連她在內就只有三個學生參加課程；此外，由於為豎琴撰寫的曲目不多，一個作曲家只有一、兩首豎琴作品，致使學習的限制很大。她在初學豎琴時，因為自己沒有樂器，每次都要回學校練琴；在學了三年後，她便決定專注在豎琴上，於是在中六時從外國訂購自己第一部小型豎琴；此後，她曾更換了多部豎琴，而且一部比一部大。
其後，孫尹婷入讀香港中文大學音樂系，並於2001年獲取一級榮譽學士學位畢業；此後負笈美國西北大學，主修豎琴演奏，師承芝加哥抒情歌劇樂團豎琴首席Elizabeth Cifani教授。在學期間曾獲多個重要獎項，包括：比佛特音樂節獎學金、亞洲文化協會利希慎獎學金、胡格菲紀念獎學金等。她在2007年取得音樂碩士及音樂博士學位，成為首位取得豎琴演奏博士學位的華人豎琴家，畢業論文以探討豎琴與歌劇為研究題目。
留美期間，孫尹婷是Evanston Symphony Orchestra的豎琴首席（2004年至2007年），並曾與伊利諾州交響樂團、Park Ridge Civic Orchestra及Rockford Symphony Orchestra等多個樂團合作，亦曾於美國西北大學（2002年至2006年）及芝加哥大學 （2005年至2007年） 擔任豎琴導師。
2008年初，孫尹婷回港擔任豎琴導師及在香港中文大學兼任助理教授。期間，她曾先後在香港藝術節、香港大學及香港中文大學舉行獨奏會，並為香港電台第四台錄音，又曾參與香港小交響樂團的演出，以及擔任香港城市室樂團豎琴首席。
其後，孫尹婷移居加拿大，先後居於渥太華及多倫多，現為加拿大卡爾頓大學豎琴教授，並跟當地的North Bay Symphony Orchestra、Kindred Spirit Orchestra和指揮Kristian Alexander合作演出。

## 風格
孫尹婷演奏的曲目廣泛，風格涵蓋文藝復興時期至當代現代音樂，曾跟不同的創作人和歌唱家交流合作，當中包括弗拉基米尔·达维多维奇·阿什肯纳齐、凱瑟琳·芭特爾、普拉西多·多明哥、Jean Thorel、Skaila Kanga和Dame Evelyn Glennie等。她曾改編不同作曲家（如舒曼、巴赫等）的作品，也為學生改編音樂作豎琴合奏之用。她在2010年推出第一張個人專輯《Longing》。

## 外部連結
- 官方网站（英文）（繁體中文）
- 新浪微博（中文）